# Domenico Carafa della Spina di Traetto
Domenico Carafa della Spina di Traetto (ur. 12 lipca 1805 w Neapolu, zm. 17 czerwca 1879 tamże) – włoski duchowny katolicki, arcybiskup Benewentu, kardynał.
Pochodził z arystokratycznego rodu. Święcenia kapłańskie przyjął 30 maja 1841. 22 lipca 1844 został wybrany arcybiskupem Benewentu. Sakrę otrzymał 11 sierpnia 1844 w Rzymie z rąk kardynała Vincenza Macchiego (współkonsekratorami byli patriarcha Fabio Maria Asquini i arcybiskup Giovanni Giuseppe Canali). Po aneksji Benewentu przez ˞Sardynię-Piemont w 1860 został wygnany z miasta, jednak urząd arcybiskupa formalnie sprawował do śmierci. Uczestniczył w obradach soboru watykańskiego I. 
22 lipca 1844 Grzegorz XVI wyniósł go do godności kardynalskiej, a 25 lipca 1844 nadał mu tytuł kardynała prezbitera Santa Maria degli Angeli e dei Martiri. 12 maja 1879 otrzymał od Leona XIII nowy kościół tytularny – San Lorenzo in Lucina. Wziął udział w Konklawe 1846 (wybierającym Piusa IX) i 1878 (wybierającym Leona XIII). W latach 1864–1865 pełnił funkcję Kamerlinga Świętego Kolegium Kardynałów.